# Nonochamus griseofasciatus
Nonochamus griseofasciatus là một loài bọ cánh cứng trong họ Cerambycidae.